# Куджольпхан
Куджольпхан (кор. 구절판?, 九折坂?) — сложное блюдо корейской кухни, девять различных ингредиентов, разложенных на восьмиугольной деревянной посудине с девятью отделениями. Название состоит из трёх сино-китайских слов: ку (구, девять), чоль (절, отделение) и пхан (판, блюдо). Ингредиенты контрастируют по цвету, обычно это несколько видов намуля (проросшие бобы, лук, редис, морковь и пр.), мясо (говядина, свинина), грибы и морепродукты. В центра блюда находятся чон (оладьи) мильджонбёнъ (밀전병), в них заворачивают ингредиенты блюда. Так как в XXI веке куджольпхан доступен всем корейцам, а не только янбанам, его готовят на свадьбы.
Посуда для куджольпхана — не только утилитарный предмет, он является декоративным.
Куджольпхан появился в XIV веке как блюдо чосонской знати. Посуду-кульджопхан украшали росписью и инкрустацией; их можно увидеть в музеях. Куджольпхан так впечатлил Пёрл Бак, что она отказалась его есть, чтобы не уничтожить «такую красоту».

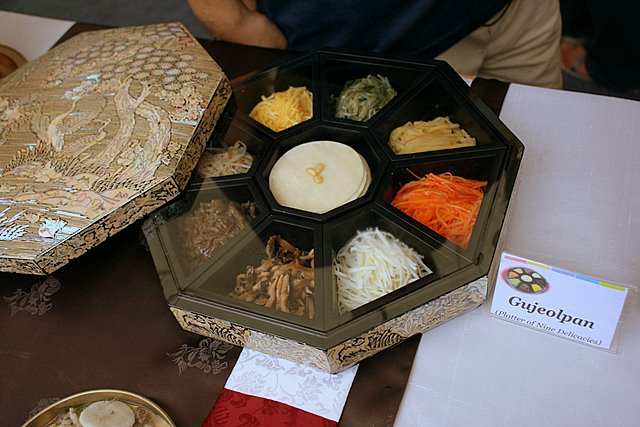
Перламутровый куджольпхан
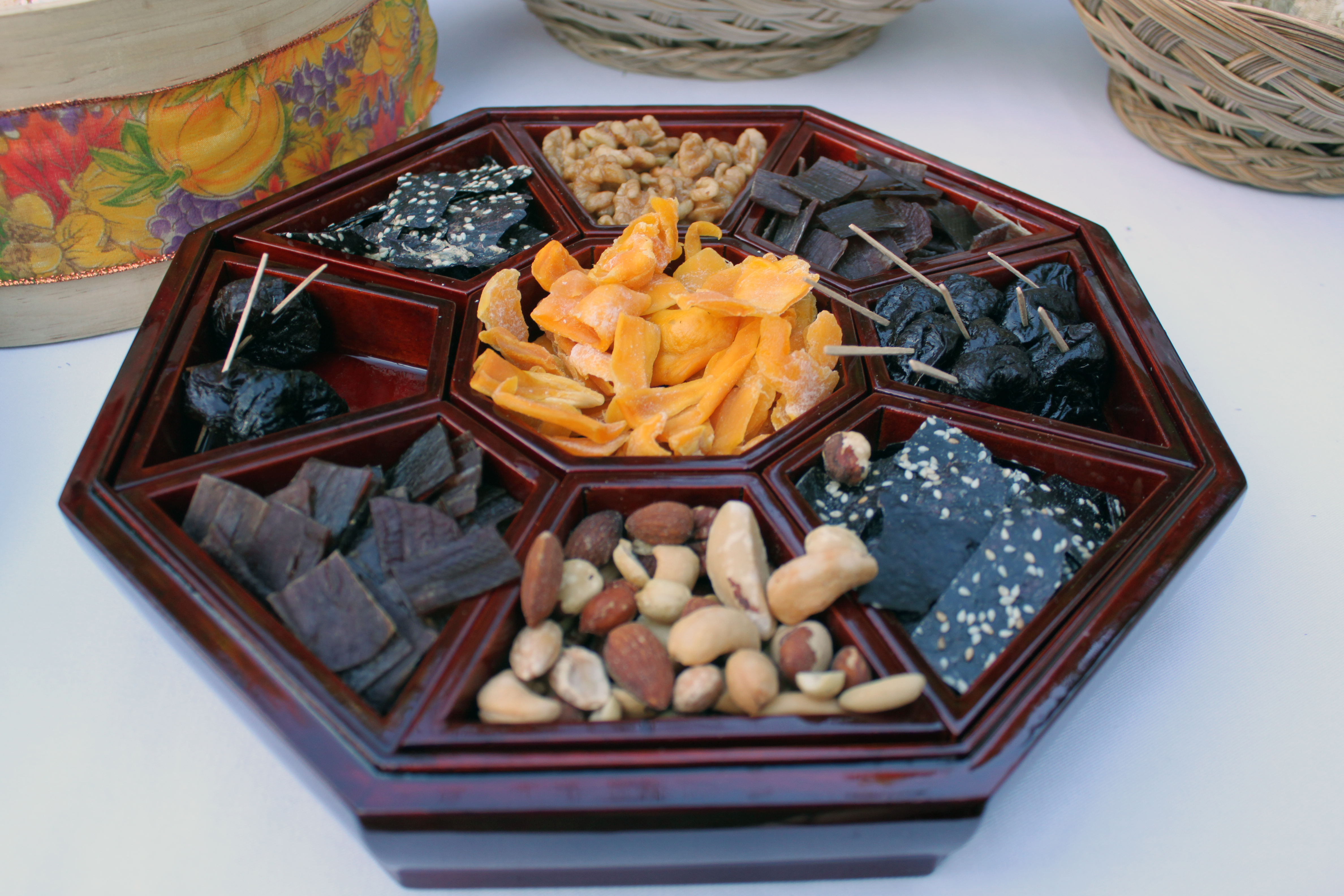
Куджольпхан с закусками для употребления алкоголя
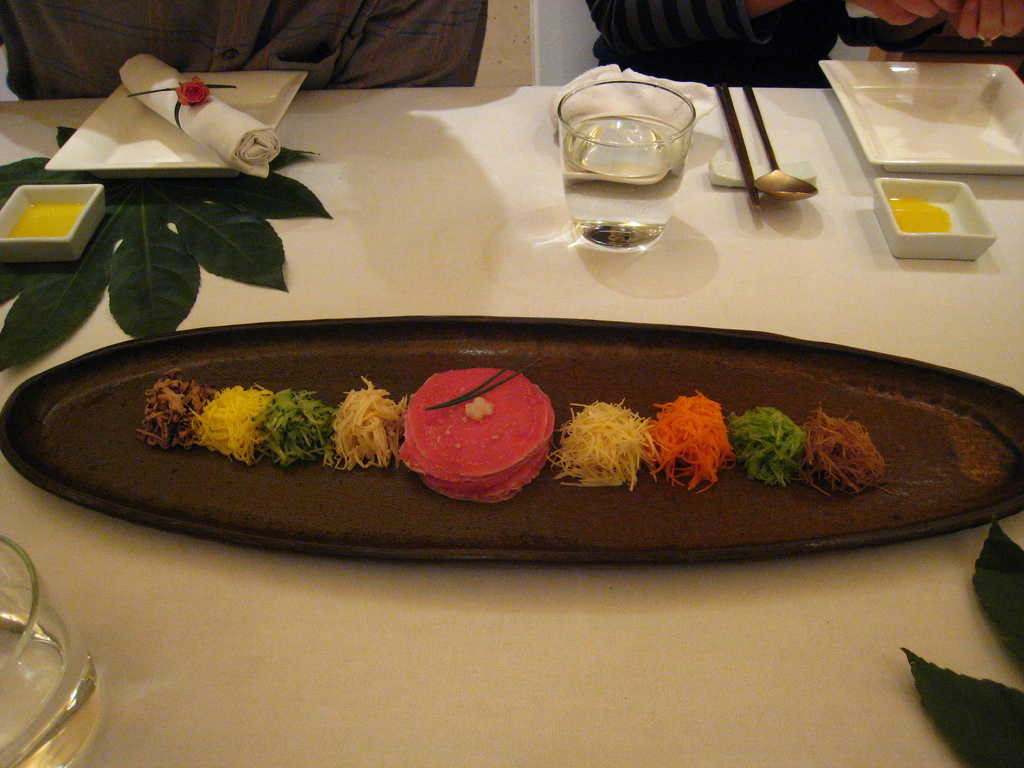
Вариант сервировки